# بادي تورنر
بادي تورنر (بالإنجليزية: Paddy Turner)‏ (1 يناير 1940 بدبلن في جمهورية أيرلندا - ) هو لاعب كرة قدم أيرلندي في مركز الهجوم. شارك مع منتخب جمهورية أيرلندا لكرة القدم. أما مع النوادي، فقد لعب مع غلينتوران ونادي بوهيميان ونادي دوندالك ونادي سلتيك ونادي شامروك روفرز ونادي شيلبورن ونادي غرينوك مورتون.